# Sillago nierstraszi
Sillago nierstraszi är en fiskart som beskrevs av Hardenberg, 1941. Sillago nierstraszi ingår i släktet Sillago och familjen Sillaginidae. Inga underarter finns listade i Catalogue of Life.